# Eizō Kenmotsu
Eizō Kenmotsu (監物永三 Kenmotsu Eizō?,  n. Prefectura de Okayama; 13 de febrero de 1948) es un gimnasta japonés, siete veces campeón del mundo y tres veces campeón olímpico.

## Olimpiadas
Kenmotsu compitió en los Juegos Olímpicos de México 1968, donde consiguió una medalla de oro en ejercicios combinados por equipos y una medalla de bronce en barra fija.
Recibió una medalla de oro con el equipo japonés en los Juegos Olímpicos de Múnich 1972, una medalla de plata en all-around individual y dos medallas de bronce en caballo con arcos y barras paralelas.
En los Juegos Olímpicos de Montreal 1976, ganó su tercera medalla de oro con el equipo japonés, consiguiendo además dos medallas de plata en las pruebas de caballo con arcos y barras paralelas.

## Campeonatos del mundo
Kenmotsu tuvo un gran éxito en el Campeonato Mundial de Gimnasia de 1970, donde ganó con Japón la competición por equipos y consiguió cinco medallas en pruebas individuales: dos medallas de oro en all-round y barra fija, y tres medallas de plata en suelo, caballo con arcos y barras paralelas.
En el Campeonato Mundial de Gimnasia de 1974, Japón se llevó otra vez el primer puesto en la competición por equipos. Kenmotsu recibió una medalla de oro en barras paralelas y tres medallas de bronce en all-around, caballo con arcos y barra fija.
En el Campeonato Mundial de Gimnasia de 1978, Kenmotsu ganó de nuevo la medalla de oro en barras paralelas, y logró una medalla de plata en all-around individual. Japón volvió a ganar la competición por equipos.
En el Campeonato Mundial de Gimnasia de 1979, recibió una medalla de plata en la competición por equipos, con Japón.